# Móricz Zsigmond körtér (stanice metra v Budapešti)
Móricz Zsigmond körtér je podzemní stanice na lince M4 budapešťského metra. Nachází se pod stejnojmenným náměstím Móricz Zsigmond körtér v jihozápadní části města na úpatí vrchu Gellért. Náměstí je významným uzlem veřejné dopravy v této části města. Z náměstí vychází několik tramvajových linek, mj. i okružní linka č. 6.

## Technické údaje
- Délka stanice: 106 m
- Délka nástupišť: 80 m
- Plocha nástupišť: 1050 m²
- Niveleta stanice: 24,0 m pod úrovní terénu (od temene kolejnice)
- Počet eskalátorů: 4
- Počet výtahů: 6
- Počet výstupů: 2
- Typ stanice: Jednolodní hloubená a ražená s nástupištěm uprostřed

Stanice byla uvedena do provozu 28. března 2014.

## Možnost přestupu

### Tramvaje
Linky 6, 17, 19, 41, 47, 48, 49, 56, 56A, 61

### Autobusy
Linky 7, 27, 33, 114, 213, 214, 240